# Юити Сэйрай
Юити Сэйрай (яп. 青来 有一 Сэйрай Ю:ити, р. 13 декабря 1958 года) — японский писатель

. Настоящее имя — Акитоси Накамура (中村 明俊). Псевдоним — самопародия на Сейлор Мун.
Родился в Нагасаки. Окончил педагогический факультет университета Нагасаки, после чего поступил на работу в городскую мэрию. Дебютировал в литературе в 1995 году с рассказом «Крест Иеронима» (ジェロニモの十字架), удостоенным премии журнала «Бунгакукай» для начинающих авторов и номинированным на премию Акутагавы. Премией Акутагавы был награждён в 2001 году за рассказ «Святая вода» (聖水). После пришедшей с этим известностью продолжил совмещение литературного творчества с работой в мэрии. В 2005 году возглавил Комитет борьбы за мир при администрации Нагасаки.
За опубликованный в 2007 году «Эпицентр взрыва» (爆心), серию из шести взаимосвязанных рассказов, действие которых разворачивается в современном Нагасаки, был удостоен премии Танидзаки и премии Ито. Произведение построено на диалоге атомной и католической памяти города и утверждает веру в возможность духовного и тем более архитектурного возрождения после катастрофы.